# Maggie Gobran
Maggie Gobran, ook wel bekend als Mama Maggie Gobran (Arabisch: ماجى جبران) (1949 of 1950), is een Egyptisch koptisch-christelijke non en welzijnswerkster. Ze wordt ook wel de Moeder Teresa van het Midden-Oosten genoemd.

## Levensloop
Gobran groeide op in een welgesteld gezin in Caïro en kwam na een afgeronde academische opleiding in informatica aan het werk als manager in een marketingfirma. Hierna gaf ze les aan de Amerikaanse Universiteit in Caïro.
In 1987 zag ze dat mensen van het koptische volk Zabbalin leefden van wat ze op de vuilnisbelt vonden. Ze zag dat jonge kinderen daar hun leven op het spel zetten op zoek naar voedsel of inkomen en trof kinderen aan die levend waren begraven onder het afval. Deze ervaringen veranderden haar leven en vormden voor haar de roeping om zich te wijden aan de verbetering van het leven voor de kansarmen in het land.
In 1989 gaf ze haar academische loopbaan op en zette ze met drie collega's een stichting op met de naam Stefanus-barna (Kinderen van Stephanus, ook wel aangeduid met het Engelse Stephen’s Children). Hiermee volgde ze haar wens om voor de armsten van de armsten een moeder te zijn en de ongeliefden met de liefde van god lief te hebben.
Ze richt zich met name op de kansarmen in de sloppenwijken en op vuilnisbelten; enerzijds de koptische gezinnen die een minderheid vormen in het land en onderdrukt en gediscrimineerd worden, en daarnaast ook op islamitische achtergestelde kinderen.
Aanvankelijk bezocht ze gezinnen thuis met haar team en hielpen ze hen aan kleding, eten of betaling van het schoolgeld. Ze kreeg te horen: Als je ons wilt helpen, help dan onze kinderen, en Gobran besloot daarom kleuterscholen op te zetten en de kinderen basisbeginselen bij te brengen van hygiëne, medische hulp, Arabisch en rekenen. De organisatie breidde zich snel uit en het pakket werd aangevuld met alfabetiseringsklassen, ambachtslessen, beroepscentra en meer.
Begin 2012 heeft haar organisatie al meer dan 14.000 kinderen in 25.000 gezinnen bereikt via vele tientallen klinieken, onderwijscentra en kampen, met hulp van meer den 1500 medewerkers en vrijwilligers.
Ze wordt ook wel de Moeder Teresa van het Midden-Oosten genoemd. In 2007 wijdde Anne Wenell voor de Noorse televisiezender TV 2 een documentaire aan haar werk, met de titel Mama Maggie - Midt-Østens svar på Mor Teresa (Mamma Maggie - het Antwoord van het Midden-Oosten op Moeder Teresa). In 2012 werd ze voor de vijfde maal genomineerd voor een Nobelprijs voor de Vrede.

## Spirituele overtuiging
Als kind werd Gobran al eens tijdens een bijbelvakantie gevraagd of ze Christus wilde volgen. Op dat moment besloot ze dat ze dat zou willen, maar gaf er echter in de jaren erna in de praktijk geen gehoor aan.
Sinds ze die roeping in 1987 opnieuw beleefde, omschrijft ze dat zich aan vijf opgaven wijdt: de liefde voor het woord van god, de liefde voor de medemens, het opgeven van aards comfort, vergeving, en een puur hart.
Volgens Gobran is de zwaarste taak voor een leider de Almachtige te ontmoeten en het hart puur te houden. Ze doet dit door middel van stilte, waarvan ze haar ritueel tijdens verschillende lezingen als volgt omschreef:
Laat je lichaam stil zijn om naar woorden te luisteren;
laat je tong stil zijn om naar je gedachten te luisteren;
laat je gedachten stil zijn om naar je hartkloppingen te luisteren;
laat je hart stil zijn om naar je geest te luisteren;
laat je geest stil zijn om naar Zijn Geest te luisteren— Citaat van Gobran in lezingen